# X Factor 2018 (Danmark)
X Factor 2018 var 11. sæson af talentkonkurrencen X Factor, der havde premiere på DR1 den 1. januar 2018. Denne sæson blev den sidste sæson af X Factor på DR1. Senere blev det meldt ud at nabokanalen TV2 havde opkøbt programmet og derfor fortsatte X Factor i 2019, nu i stedet på TV2.

## Kunsternes udvælgelsesproces
Auditions fandt sted i København og Aarhus.

### 5 Chair Challenge
5 Chair Challenge fandt atter afsted i sæson 11. Sanne Salomonsen blev mentor for kategorien 15-22, Remee blev mentor for over 23, mens Thomas Blachman blev mentor for grupperne.
De 16 udvalgte kunstnere var:
- 15-22: Isabella, Marcus, Oliver Bendixen, Sigmund Trondheim, Vita Jensen
- Over 23: Anja Nynne, Jamie Talbot, Laura, Olivur, Rasmus Therkildsen, Vanessa - Laura fik et wildcard
- Grupperne: Anne Mette og Tomas, Ivalu og Judithe, Os To, Place on Earth, Sol og Christian, Blachmanns sammensatte pigegruppe

Laura blev oprindeligt elimineret fra 5 Chair Challenge, men Remee fortrød efterfølgende sin beslutning. Han besluttede derfor at medbringe Laura til bootcamp, samtidig skabe Blachmann tre nye grupper og ikke kun to. Derfor blev deltagerlisten udvidet til 17 artister.
Alberte, som var den ene pige i Blachmanns sammensatte pigegruppe valgte at trække sig fra X-Factor. Dermed udgik hele gruppen, da Blachmann ikke mente at de tre resterende piger kunne fortsætte uden Alberte. Han udtalte at gruppen var bygget op omkring Alberte og der ville mange noget muld de andre kunne gro i. Han beskrev også gruppens omtræden som noget af det mest rørende han havde oplevet i de ti år han havde lavet X-Factor, det var dog også en tydelig berørt dommer der tog afsked med gruppen efterfølgende. Efter deres optræden sagde han dette til pigerne: 
| “ | "Den var her, det I gjorde her, det var magisk, det var fuldstændig magisk. Det var det et eller andet sted jeg drømte om i 10 år, men sådan er det, så får man lige akkurat lov til at finde ud af det fandtes og det gjorde det i jer. Fuck altså, ik." | ” |

Alberte Holse, som hun hedder forsvarede hendes beslutning med at hun ikke følte for det, og ikke følte at hun kunne være i en gruppe hun ikke følte var rigtig. Hun har senere sagt at der intet personligt var i valget og at det på ingen måde var fordi der var interne problemer i gruppen. 

### Bootcamp
Bootcampen fandt sted på Schackenborg Slot.
De otte eliminerede artister var:
- 15-22: Isabella og Marcus
- Over 23: Laura, Olivur og Vanessa
- Grupperne: Ivalu og Judithe, Blachmanns sammensatte pigegruppe og Os To[10]

## Konkurrencens forløb
Dommertrioen består af komponist Thomas Blachman, der har været med i ti sæsoner i alt, Danmarks Rockmama Sanne Salomonsen er en ny dommer, og musikproducer Remee, der har været med i otte sæsoner i alt. Sofie Linde Ingversen er vært for tredje gang. Blachman blev tildelt gruppekategorien, som han også varetog i 2012, 2014 og 2015 Remee blev tildelt +23-kategorien, som han også varetog i 2014 og 2017 mens Sanne Salomonsen fik den unge kategori.
Udvælgelsen af finalisterne foregik via auditions, der fandt sted i København og Aarhus. Udvalgte deltagere fra auditions, som dommerne havde valgt at sende videre, deltog i 5 Chair Challenge. Her blev deltagerfeltet i 'Unge'-kategorien og '23+'-kategorien beskåret fra 13 til 5, mens antallet af deltagere i gruppekategorien gik fra 9 til 5. De 15 deltagere deltog ved en bootcamp, hvor de tre livedeltagere i hver kategori blev udvalgt.
Da liveshows begyndte den 23. februar, blev det uden den hidtidige vært Sofie Linde Ingversen, idet hun den 17. februar fødte datteren Trine. Der var derfor en anden, der skulle tage over for hende, indtil hun igen var klar til at agere som vært. Det blev hendes mand Joakim Linde Ingversen, som tog over for hende som vært. Joakim var vært i de første 2 liveshows, hvor han fik stor ros af X Factor seerne. Den 5. marts blev det meldt ud at Sofie Linde Ingversen var klar til at agere som vært igen, og derfor vendte tilbage som vært på programmet sammen med datteren Trine. Joakim vendte i takt med det tilbage til sin faste værtsopgave på Ultra Factor.
Finalen afholdes den 6. april 2018 i DR Byens Studie 5, Præmien i X Factor 2018 er en tur til Los Angeles med et træningsforløb med P!nks vocalcoach samt en indspilning af en EP sammen med de 2 producer Andreas Krüger og Kewan Pádre.

## Finalister
– Vinder
     – Andenplads
     – Trejdeplads
     – Udstemt
| Kategori (mentor)     | Kunstner            | Kunstner          | Kunstner           | Kunstner |
| --------------------- | ------------------- | ----------------- | ------------------ | -------- |
| Under 23 (Salomonsen) | Oliver Bendixen     | Sigmund Trondheim | Vita Jensen        |          |
| Over 23 (Remee)       | Anja Nynne          | Jamie Talbot      | Rasmus Therkildsen |          |
| Grupper (Blachman)    | Anne Mette og Tomas | Place on Earth    | Sol og Christian   |          |

## Live shows

### Statistik
Farvekoder:
| - | Sanne Salomonsen som mentor (Under 23) |
| - | Thomas Blachman som mentor (Grupper)   |
| - | Remee som mentor (Over 23)             |

| – | Vinder                                                                            |
| – | Andenplads                                                                        |
| – | Deltageren var blandt de to med laveste stemmer, og skulle synge igen i farezonen |
| – | Deltageren blev råbt op som værende gået videre (vilkårlig rækkefølge)            |
| – | Deltageren fik færrest seerstemmer og blev som følge heraf stemt ud               |

|                      |                      | Uge 1                       | Uge 2                                | Uge 3                                 | Uge 4                         | Uge 5                     | Uge 6 | Uge 7 | Uge 7 |                 |
| 1. runde             | 2. runde             | Uge 1                       | Uge 2                                | Uge 3                                 | Uge 4                         | Uge 5                     | Uge 6 | | |                 |
| -------------------- | -------------------- | --------------------------- | ------------------------------------ | ------------------------------------- | ----------------------------- | ------------------------- | --- | --- | --- | --------------- |
| 1                    | Place on Earth       | 1. 16.1%                    | 1. 17.5%                             | 1. 18.3%                              | 1. 20.6%                      | 3. 21.1%                  | 1. 29.2% | 1. 41.0% | Vindere 58.2% |                 |
| 2                    | Jamie Talbot         | 2. 14.3%                    | 2. 16.8%                             | 4. 13.8%                              | 2. 19.9%                      | 4. 19.7%                  | 2. 27.3% | 2. 30.3% | Andenplads 41.8% |                 |
| 3                    | Rasmus Therkildsen   | 4. 12.1%                    | 3. 14.1%                             | 3. 17.0%                              | 4. 16.4%                      | 1. 25.1%                  | 3. 24.3% | 3. 28.7% | Udstemt (Uge 7) | Udstemt (Uge 7) |
| 4                    | Sigmund Trondheim1   | 5. 11.4%                    | 4. 12.1%                             | 2. 17.6%                              | 3. 19.0%                      | 2. 22.7%                  | 4. 19.1% | Udstemt (Uge 6) | Udstemt (Uge 6) |                 |
| 5                    | Vita Jensen          | 6. 9.1%                     | 5. 10.5%                             | 5. 12.3%                              | 6. 7.8%                       | 5. 11.4%                  | Udstemt (Uge 5) | Udstemt (Uge 5) | Udstemt (Uge 5) |                 |
| 6                    | Sol og Christian     | 3. 13.7%                    | 6. 10.1%                             | 6. 11.9%                              | 5. 16.3%                      | Udstemt (Uge 4)           | Udstemt (Uge 4) | Udstemt (Uge 4) | Udstemt (Uge 4) |                 |
| 7                    | Anne Mette og Tomas  | 7. 8.1%                     | 8. 8.2%                              | 7. 6.7%                               | Udstemt (Uge 3)               | Udstemt (Uge 3)           | Udstemt (Uge 3) | Udstemt (Uge 3) | Udstemt (Uge 3) |                 |
| 8                    | Oliver Bendixen      | 9. 7.2%                     | 7. 8.9%                              | Udstemt (Uge 2)                       | Udstemt (Uge 2)               | Udstemt (Uge 2)           | Udstemt (Uge 2) | Udstemt (Uge 2) | Udstemt (Uge 2) |                 |
| 9                    | Anja Nynne           | 8. 8.0%                     | Udstemt (Uge 1)                      | Udstemt (Uge 1)                       | Udstemt (Uge 1)               | Udstemt (Uge 1)           | Udstemt (Uge 1) | Udstemt (Uge 1) | Udstemt (Uge 1) |                 |
| Farezonen            | Farezonen            | Anja Nynne, Oliver Bendixen | Anne Mette og Tomas, Oliver Bendixen | Sol og Christian, Anne Mette og Tomas | Sol og Christian, Vita Jensen | Jamie Talbot, Vita Jensen | Ingen dommerstemmer eller deltagere i farezone: Det er alene seernes stemmer der afgør, hvem der bliver elimineret, og hvem der i sidste ende vinder. | Ingen dommerstemmer eller deltagere i farezone: Det er alene seernes stemmer der afgør, hvem der bliver elimineret, og hvem der i sidste ende vinder. | Ingen dommerstemmer eller deltagere i farezone: Det er alene seernes stemmer der afgør, hvem der bliver elimineret, og hvem der i sidste ende vinder. |                 |
| Remee stemte ud      | Remee stemte ud      | Oliver Bendixen             | Oliver Bendixen                      | Anne Mette og Tomas                   | Sol og Christian              | Vita Jensen               | Ingen dommerstemmer eller deltagere i farezone: Det er alene seernes stemmer der afgør, hvem der bliver elimineret, og hvem der i sidste ende vinder. | Ingen dommerstemmer eller deltagere i farezone: Det er alene seernes stemmer der afgør, hvem der bliver elimineret, og hvem der i sidste ende vinder. | Ingen dommerstemmer eller deltagere i farezone: Det er alene seernes stemmer der afgør, hvem der bliver elimineret, og hvem der i sidste ende vinder. |                 |
| Salomonsen stemte ud | Salomonsen stemte ud | Anja Nynne                  | Anne Mette og Tomas                  | Sol og Christian                      | Sol og Christian              | Jamie Talbot              | Ingen dommerstemmer eller deltagere i farezone: Det er alene seernes stemmer der afgør, hvem der bliver elimineret, og hvem der i sidste ende vinder. | Ingen dommerstemmer eller deltagere i farezone: Det er alene seernes stemmer der afgør, hvem der bliver elimineret, og hvem der i sidste ende vinder. | Ingen dommerstemmer eller deltagere i farezone: Det er alene seernes stemmer der afgør, hvem der bliver elimineret, og hvem der i sidste ende vinder. |                 |
| Blachman stemte ud   | Blachman stemte ud   | Anja Nynne                  | Oliver Bendixen                      | Anne Mette og Tomas                   | Vita Jensen                   | Vita Jensen               | Ingen dommerstemmer eller deltagere i farezone: Det er alene seernes stemmer der afgør, hvem der bliver elimineret, og hvem der i sidste ende vinder. | Ingen dommerstemmer eller deltagere i farezone: Det er alene seernes stemmer der afgør, hvem der bliver elimineret, og hvem der i sidste ende vinder. | Ingen dommerstemmer eller deltagere i farezone: Det er alene seernes stemmer der afgør, hvem der bliver elimineret, og hvem der i sidste ende vinder. |                 |
| Udstemt              | Udstemt              | Anja Nynne Niendeplads      | Oliver Bendixen Ottendeplads         | Anne Mette og Tomas Syvendeplads      | Sol og Christian Sjetteplads  | Vita Jensen Femteplads    | Sigmund Trondheim Fjerdeplads | Rasmus Therkildsen Tredjeplads | Jaime Talbot Andenplads |                 |
| Udstemt              | Udstemt              | Anja Nynne Niendeplads      | Oliver Bendixen Ottendeplads         | Anne Mette og Tomas Syvendeplads      | Sol og Christian Sjetteplads  | Vita Jensen Femteplads    | Sigmund Trondheim Fjerdeplads | Rasmus Therkildsen Tredjeplads | Place on Earth Vindere |                 |
| Kilde                | Kilde                | [ 14 ]                      | [ 15 ]                               | [ 16 ]                                | [ 17 ]                        | [ 18 ]                    | [ 19 ] | [ 20 ] | [ 21 ] |                 |

Noter:
1.↑Dette var første gang i dansk X Factor historie, at der ikke var nogen ung solist med i finalen. Det var en historisk nedtur for den nye dommer Sanne Salomonsen, som også mente at der måtte være sket en fejl i afstemningen, og at seerne måtte have glemt at stemme på Sigmund Trondheim i solidaritet med de andre deltagere. 

### Live shows

#### Uge 1 (23. februar)
- Tema: Min Sang

| Rækkefølge | Artist              | Sang                                   | Resultat     | Stemmetal    |
| ---------- | ------------------- | -------------------------------------- | ------------ | ------------ |
| 1          | Rasmus Therkildsen  | "Misbehaving" (Labrinth)               | Stemt videre | 50.722       |
| 2          | Vita Jensen         | "Effortless" (Sabina Ddumba)           | Stemt videre | 38.083       |
| 3          | Anne Mette og Tomas | "Technicolour Beat" (Oh Wonder)        | Stemt videre | 33.792       |
| 4          | Jamie Talbot        | "Famous" (Nathan Sykes)                | Stemt videre | 59.690       |
| 5          | Sigmund Trondheim   | "Love Runs Out" (OneRepublic)          | Stemt videre | 47.693       |
| 6          | Place on Earth      | "Slip Away" (Perfume Genius)           | Stemt videre | 67.265       |
| 7          | Anja Nynne          | "Bust Your Windows" (Jazmine Sullivan) | I farezonen  | 33.324       |
| 8          | Sol og Christian    | "Sommer" (AyOwA)                       | Stemt videre | 57.293       |
| 9          | Oliver Bendixen     | "Human" (Rag’n’Bone Man)               | I farezonen  | 30.060       |
| Sangdyst   |                     |                                        |              |              |
| Rækkefølge | Artist              | Sang (original kunstner)               | Resultat     | Resultat     |
| 1          | Anja Nynne          | "Walk Away" (Christina Aguilera)       | Stemt ud     | Stemt ud     |
| 2          | Oliver Bendixen     | "Please Don't Lie" (Hugo Helmig)       | Stemt videre | Stemt videre |

Dommerne stemte ud
- Remee: Oliver Bendixen
- Salomonsen: Anja Nynne
- Blachman: Anja Nynne

#### Uge 2 (2. marts)
- Tema: Made In Denmark
- Gæsteartist: Nephew ("Amsterdam")[24]

| Rækkefølge | Artist               | Sang                                                                 | Resultat     | Stemmetal    |
| ---------- | -------------------- | -------------------------------------------------------------------- | ------------ | ------------ |
| 1          | Sigmund Trondheim    | "Dansevise" (Grethe og Jørgen Ingmann)                               | Stemt videre | 49.885       |
| 2          | Sol og Christan      | "Stjerner på himlen" (The Minds of 99)                               | Stemt videre | 36.400       |
| 3          | Rasmus Therkildsen   | "Hereos and Saints (Nikolaj Grandjean)                               | Stemt videre | 50.917       |
| 4          | Vita Jensen          | "I Don't Mind" (Swan Lee)                                            | Stemt videre | 37.900       |
| 5          | Anne Mette og Thomas | "Roger" (Laid Back)                                                  | I farezonen  | 29.676       |
| 6          | Oliver Bendixen      | "Flawless" (Mads Langer)                                             | I farezonen  | 31.991       |
| 7          | Place on Earth       | "So Mournful the Elegy, So Comforting the Hymn" (Hymns from Nineveh) | Stemt videre | 62.972       |
| 8          | Jamie Talbot         | "For evigt" (Volbeat featuring Johan Olsen)                          | Stemt videre | 60.644       |
| Sangdyst   |                      |                                                                      |              |              |
| Rækkefølge | Artist               | Sang (original kunstner)                                             | Resultat     | Resultat     |
| 1          | Anne Mette og Tomas  | "Hold Back the River" (James Bay)                                    | Stemt videre | Stemt videre |
| 2          | Oliver Bendixen      | "Lay Me Down" (Sam Smith)                                            | Stemt ud     | Stemt ud     |

Dommerne stemte ud
- Salomonsen: Anne Mette og Tomas
- Blachman: Oliver Bendixen
- Remee: Oliver Bendixen

#### Uge 3 (9. marts)
- Tema: Girlpower

| Rækkefølge | Artist              | Sang                                     | Resultat     | Stemmetal    |
| ---------- | ------------------- | ---------------------------------------- | ------------ | ------------ |
| 1          | Place on Earth      | "Running Up That Hill" (Kate Bush)       | Stemt videre | 66.922       |
| 2          | Jaime Talbot        | "Make Me Feel" (Janelle Monáe)           | Stemt videre | 59.753       |
| 3          | Sol og Christian    | "Tænkt på et sted" (Navneløs)            | I farezonen  | 43.495       |
| 4          | Sigmund Trondheim   | "Cool for the Summer" (Demi Lovato)      | Stemt videre | 64.663       |
| 5          | Anne Mette og Tomas | "If I Stay" (Chinah)                     | I farezonen  | 24.438       |
| 6          | Rasmus Therkildsen  | "Godspeed (Sweet Dreams)" (Dixie Chicks) | Stemt videre | 62.403       |
| 7          | Vita Jensen         | "Only Girl (In the World)" (Rihanna)     | Stemt videre | 44.965       |
| Sangdyst   |                     |                                          |              |              |
| Rækkefølge | Artist              | Sang (original kunstner)                 | Resultat     | Resultat     |
| 1          | Sol og Christian    | "Viva Voce" (The Rocketboys)             | Stemt videre | Stemt videre |
| 2          | Anne Mette og Tomas | "The Other Side" (Ruelle)                | Stemt ud     | Stemt ud     |

Dommerne stemte ud
- Salomonsen: Sol og Christian
- Remee: Anne Mette og Tomas
- Blachman: Anne Mette og Tomas

#### Uge 4 (16. marts)
- Tema: Årgang 17 og 18 (Sange fra 2017 og 2018)

| Rækkefølge | Artist             | Sang                                                      | Resultat     | Stemmetal    |
| ---------- | ------------------ | --------------------------------------------------------- | ------------ | ------------ |
| 1          | Sol og Christian   | "Liv Før Døden" (Carl Emil Petersen)                      | I farezonen  | 56.422       |
| 2          | Vita Jensen        | "I Miss You" (Clean Bandit feat. Julia Michaels)          | I farezonen  | 26.982       |
| 3          | Rasmus Therkildsen | "Silence" (Marshmello feat. Khalid)                       | Stemt videre | 56.605       |
| 4          | Place on Earth     | "Say Something Loving" (The xx)                           | Stemt videre | 70.966       |
| 5          | Sigmund Trondheim  | "Bad Liar" (Selena Gomez)                                 | Stemt videre | 65.728       |
| 6          | Jaime Talbot       | "Say Something" (Justin Timberlake feat. Chris Stapleton) | Stemt videre | 68.619       |
| Sangdyst   |                    |                                                           |              |              |
| Rækkefølge | Artist             | Sang (original kunstner)                                  | Resultat     | Resultat     |
| 1          | Sol og Christian   | "The Day After Tomorrow" (Saybia)                         | Stemt ud     | Stemt ud     |
| 2          | Vita Jensen        | "Wicked Game" (Chris Isaak)                               | Stemt videre | Stemt videre |

Dommerne stemte ud
- Salomonsen: Sol og Christian
- Blachman: Vita Jensen
- Remee: Sol og Christian

#### Uge 5 (23. marts)
- Tema: Noget på Hjerte
- Gruppeoptræden: "All you need is love" (The Beatles) Fremført af de 5 tilbageværende X Factor live deltagere, Vita Jensen, Sigmund Trondheim, Jamie Talbot, Rasmus Therkildsen og Place on Earth.

| Rækkefølge | Artist             | Sang                                                      | Resultat     | Stemmetal    |
| ---------- | ------------------ | --------------------------------------------------------- | ------------ | ------------ |
| 1          | Sigmund Trondheim  | "Danmark" (Gnags)                                         | Stemt videre | 63.082       |
| 2          | Jamie Talbot       | "Everybody Knows" (Leonard Cohen)                         | I farezonen  | 54.727       |
| 3          | Place on Earth     | "Pilgrim" (Fink)                                          | Stemt videre | 58.672       |
| 4          | Vita Jensen        | "Say Something" (A Great Big World og Christina Aguilera) | I farezonen  | 31.510       |
| 5          | Rasmus Therkildsen | "Glory" (Common og John Legend)                           | Stemt videre | 69.517       |
| Sangdyst   |                    |                                                           |              |              |
| Rækkefølge | Artist             | Sang (original kunstner)                                  | Resultat     | Resultat     |
| 1          | Jamie Talbot       | "Let It Be" (The Beatles)                                 | Stemt videre | Stemt videre |
| 2          | Vita Jensen        | "Read All About It" (Emeli Sande)                         | Stemt ud     | Stemt ud     |

Dommerne stemte ud
- Remee: Vita Jensen
- Salomonsen: Jamie Talbot
- Blachman: Vita Jensen

#### Uge 6 (30. marts)
- Tema: Sange deltagerne tidligere har optrådt med og Speciel Gæst.

Det var udelukkende seerernes stemmer, der bestemte, hvem der blev elimineret.
- Gæsteoptræden: Rak-Su ("Dimelo")[29]

| Rækkefølge | Artist             | Sang (original kunstner)                             | Første gang deltageren optrådte med nummeret | Rækkefølge | Sang (original kunstner)                 | Speciel Gæst   | Resultat     | Stemmetal |
| ---------- | ------------------ | ---------------------------------------------------- | -------------------------------------------- | ---------- | ---------------------------------------- | -------------- | ------------ | --------- |
| 1          | Jamie Talbot       | "Sign of the Times" (Harry Styles)                   | 5 Chair Challenge                            | 5          | "You Can Close Your Eyes" (James Taylor) | Uhre           | Stemt videre | 88.808    |
| 2          | Place on Earth     | "Nightcall" (Kavinsky featuring Lovefoxxx)           | Bootcamp                                     | 6          | "UFO" (Rue Royale)                       | Dorit Chrysler | Stemt videre | 94.913    |
| 3          | Rasmus Therkildsen | "Jealous" (Labrinth)                                 | Audition                                     | 7          | "Cracked" (Pentatonix)                   | Safri Duo      | Stemt videre | 78.972    |
| 4          | Sigmund Trondheim  | "Side to Side" (Ariana Grande featuring Nicki Minaj) | Audition                                     | 8          | "Malibu" (Skinz)                         | Skinz          | Stemt ud     | 62.093    |

Sigmund var ellers bookmakernes favorit til at gå hen og vinde hele showet og løbe med trofæet. Men sådan blev det altså ikke, til stor overraskelse for mange. I hele sæsonen havde det nemlig været sådan, at alle forrige deltagere var røget ud, ugen efter de havde været i farezonen første gang. Og da Sigmund stod tilbage med Jamie Talbot, lå det lidt i kortene af Remees solist ville ryge, eftersom han havde været i farezonen forrige uge.

#### Uge 7 (6. april)
- Tema: Dommervalg, producer valg samt vindersingle.
- Gæsteoptræden: Thomas Helmig (Vi er de eneste) [33] og Anne-Marie (Friends) [34]
- Gruppeoptræden: "Dont stop me now" (Queen; fremført af de 9 livedeltagere samt deltagere fra tidligere sæsoner (X Factor all stars) "Det mig der står herude og banker på/Den jeg elsker" (Thomas Helmig og Sanne Salomonsen; fremført af X Factor 2018 deltagere)

| Rækkefølge | Artist             | Dommervalg (original kunstner)           | Rækkefølge | Producer valg (original kunstner) | Rækkefølge | Vindersingle | Resultat    | Stemmetal (1. runde) | Stemmetal (2. runde) |
| ---------- | ------------------ | ---------------------------------------- | ---------- | --------------------------------- | ---------- | ------------ | ----------- | -------------------- | -------------------- |
| 1          | Rasmus Therkildsen | "Freedom" (Beyoncé feat. Kendrick Lamar) | 4          | "Pillowtalk" (Zayn)               |            |              | Trejdeplads | 95.650 (28,7%)       |                      |
| 2          | Place on Earth     | "Wake Up" (Arcade Fire)                  | 5          | "Electric Feel" (MGMT)            | 8          | "Young"      | Vinder      | 136.488 (41,0%)      | 147.620 (58,2%)      |
| 3          | Jamie Talbot       | "Starlight" (Muse)                       | 6          | "Good Kisser" (Usher)             | 7          | "Goldmine"   | Andenplads  | 101.046 (30,3%)      | 106.163 (41,8%)      |

Producerne Andreas Krüger og Kewan Pádre, som skulle indspille en EP med vinderen af sæsonen, havde valgt en sang til hver deltager.

## Afsnit og seertal
| Dato             | Afsnit            | Seertal hovedprogrammet | Seertal afgørelsen | Kilde  |
| ---------------- | ----------------- | ----------------------- | ------------------ | ------ |
| 1. januar 2018   | Auditions         | 1.316.000               |                    | [ 37 ] |
| 5. januar 2018   | Auditions         | 1.346.000               |                    | [ 37 ] |
| 12. januar 2018  | Auditions         | 1.249.000               |                    | [ 38 ] |
| 19. januar 2018  | 5 Chair Challenge | 983.000                 |                    | [ 39 ] |
| 26. januar 2018  | 5 Chair Challenge | 813.000                 |                    | [ 40 ] |
| 2. februar 2018  | 5 Chair Challenge | 1.128.000               |                    | [ 41 ] |
| 9. februar 2018  | Bootcamp          | 1.266.000               |                    | [ 42 ] |
| 16. februar 2018 | Bootcamp          | 1.137.000               |                    | [ 43 ] |
| 23. februar 2018 | 1. liveshow       | 1.292.000               | 1.156.000          | [ 44 ] |
| 2. marts 2018    | 2. liveshow       | 1.292.000               | 1.264.000          | [ 45 ] |
| 9. marts 2018    | 3. liveshow       | 1.199.000               | 1.156.000          | [ 46 ] |
| 16. marts 2018   | 4. liveshow       | 1.113.000               | 1.062.000          | [ 47 ] |
| 23. marts 2018   | 5. liveshow       | 1.097.000               | 1.105.000          | [ 48 ] |
| 30. marts 2018   | 6. liveshow       | 869.000                 | 979.000            | [ 49 ] |
| 6. april 2018    | Finale            | 1.289.000               | 1.421.000          | [ 50 ] |